# Trzęsak kulistozarodnikowy

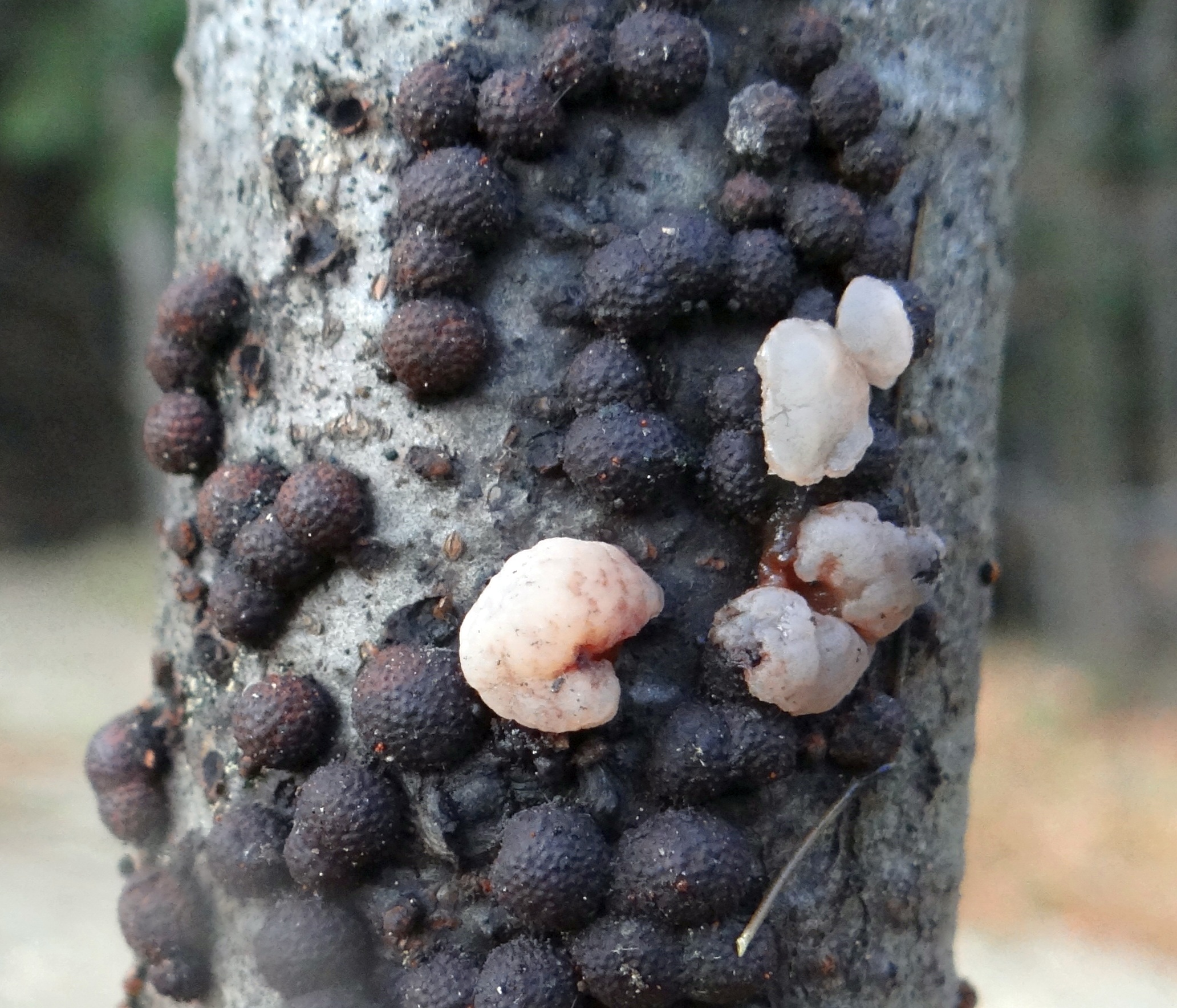
Trzęsak kulistozarodnikowy na owocnikach Diatrype

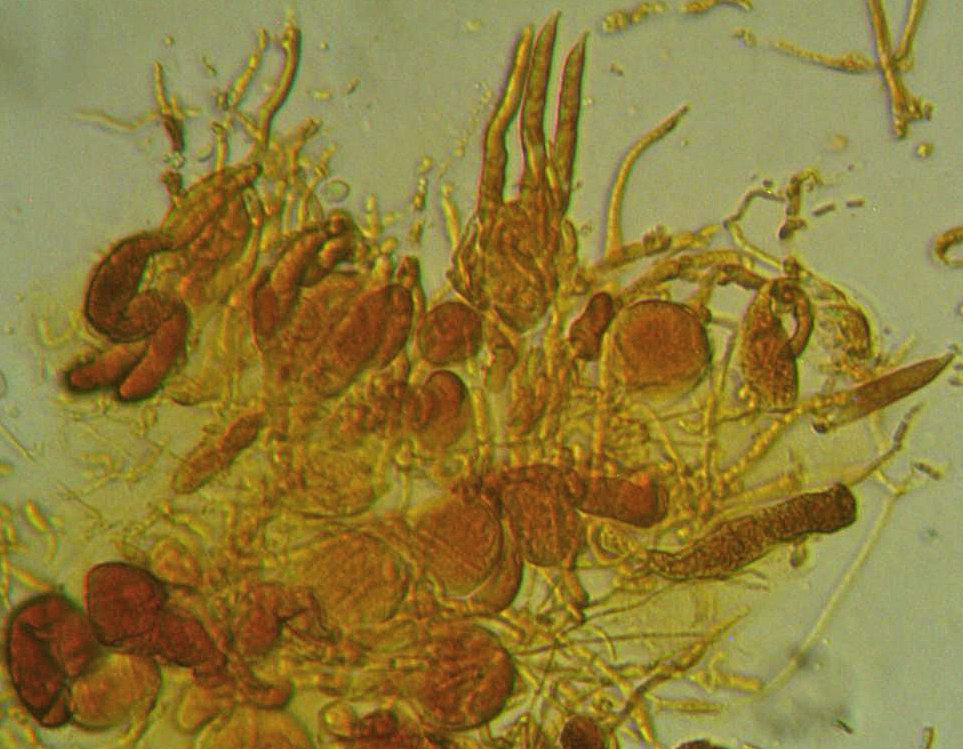

Trzęsak kulistozarodnikowy (Tremella globispora D.A. Reid) – gatunek grzybów należący do rodziny trzęsakowatych (Tremellaceae).

## Systematyka i nazewnictwo
Pozycja w klasyfikacji: Tremella, Tremellaceae, Tremellales, Incertae sedis, Tremellomycetes, Agaricomycotina, Basidiomycota, Fungi.
Po raz pierwszy opisał go w 1970 r. Derek Agutter Reid na owocnikach grzyba Diaporthe eres pasożytujących na jeżynie krzewiastej (Rubus fruticosus) w Anglii. Synonim: Tremella candida var. globospora (D.A. Reid) Krieglst. 1999. Opisywany jest także pod nieprawidłową nazwą Tremella globospora.
Nazwę polską zaproponował Władysław Wojewoda w 2003 r.

## Morfologia
Owocnik
W stanie świeżym szklisty, bezbarwny, galaretowaty, ze zmarszczkami, o średnicy 0,2–0,5 cm, po wysuszeniu przechodzący w szkliste, niepozorne, cienkie i płaskie błonki wyglądające jak bezbarwny lakier
Cechy mikroskopowe
Strzępki gładkie, szkliste (1-)2-4 µm, ze sprzążkami, lekko grubościenne, galaretowate. Komórki napęczniałe, cytrynowate do owalnych, przeważnie cienkościenne, czasami grubościenne, 8-15(-20) x 6-9(-10) µm [Q=(1,00-)1,06-1,86(-2,22)]; często cytrynowate z krótkimi wypukłościami wierzchołkowymi, wypukłości ok. 1-2 µm długości. Hyfid brak. Ssawki rzadkie, ze sprzążkami.
Podstawki głównie gruszkowate, 14-20 x (11-)13-16 µm (Q=1-1,46), z trzonkami o długości (2-)6-20(-26) x 1,5-4(-5,5) µm. Są septowane zarówno podłużnie, jak i ukośnie. Mają dwie lub cztery sterygmy o długości do 100 µm i średnicy 2-4 µm średnicy z lekko napęczniałymi wierzchołkami. Bazydiospory w przybliżeniu kuliste, często o szerokości większej od długości, 7-9 × 8-9 µm (Q=(0,77-)0,88-1,00 (-1,06)), gładkie, szkliste, kiełkujące przez pączkowanie. Konidia o zmiennych kształtach, powstające na sterygmach lub bezpośrednio z podstawek zamiast sterygm, 3-6(-10) x 1,5-4,0 µm [Q=(1,00-)1,50-2,57 (-4,00)], gładkie, szkliste.
Gatunki podobne
D. A. Reid wyodrębnił Tremella globispora z Ascocoryne albida (synonim Tremella tubercularia Berk). Różni się od niego obecnością sprzążek. Morfologicznie T. globispora jest podobny do Tremella bambusina, który również rozwija się na grzybach z klasy Sordariomycetes. Obydwa te gatunki są bardzo podobne również w cechach mikroskopowych. Jedyną rzucającą się w oczy różnicą jest to, że T. bambusina po wyschnięciu jest brązowawo-pomarańczowa, podczas gdy T. globospora przypomina lakier. Gatunki te należy ponownie zbadać, gdyż prawdopodobnie jest to ten sam gatunek.

## Występowanie i siedlisko
Znane jest występowanie trzęsaka kulistozarodnikowego na nielicznych stanowiskach w Ameryce Północnej, Południowej, Europie i Australii. Najwięcej stanowisk podano w Europie. W Polsce w 2003 roku W. Wojewoda przytoczył 4 stanowiska. Bardziej aktualne i liczniejsze stanowiska podaje internetowy atlas grzybów. Znajduje się na Czerwonej liście roślin i grzybów Polski. Ma status E– gatunek wymierający, którego przeżycie jest mało prawdopodobne, jeśli nadal będą działać czynniki zagrożenia.
Nadrzewny saprotroficzny i nagrzybny. Rozwija się na grzybniach i owocnikach grzybów nadrzewnych z klasy Sordariomycetes. Notowany na gatunkach: Diatrype disciformis, Valsa clavigera, Dendrostoma leiphaemia oraz na martwym drewnie.